# Aurilândia
Aurilândia é um município brasileiro do interior do estado de Goiás, Região Centro-Oeste do país. Sua população estimada em 2004 era de 4.220 habitantes.

## História
A cidade de Aurilândia, teve seu início com a descoberta de garimpo de ouro, entre o rio São Domingos e o ribeirão Santa Luzia, no município de Paraúna, região fértil e fartamente irrigada. Com a constante afluência de famílias, atraídas pelo garimpo, formou-se o povoado, que recebeu o nome de Santa Luzia, homenagem à padroeira do lugar e nome do ribeirão próximo.
Cessada a mineração, voltaram-se os habitantes para as atividades agrícolas, o que motivou novo impulso à povoação, elevada a distrito, com o nome de Marilândia, lembrando a figura de Mário Melo, grande incentivador da localidade. Não se efetivou contudo, a instalação.

### Formação administrativa
Sediado no povoado de Santa Luzia (que passou a se denominar Aurilândia pela Lei n.° 173, de 7 de outubro de 1948), o município e o distrito foram desmembrados do município de Paraúna. Com o novo topônimo de Aurilândia, o município foi instalado em 1.° de janeiro de 1949.
Na divisão territorial de 1950, figurava com os distritos de Aurilândia (sede) e Moitu e, atualmente, é composto apenas do distrito-sede, Aurilândia.

### Cartão Postal da Cidade
Auri Park situado na região central da cidade. É nele onde ocorrem as festas e shows da cidade. Além de reunir os jovens em um clima muito harmonioso. No mesmo sentido a danceteria Recanto Sol de América situado na beira de Rio São Domingos no centro da Cidade com vários estilos de músicas para agradar todas idades, inaugurada desde 1985 com funcionamento todos os fins de semana, a cidade conta com uma excelente Pousada situada na saída para Cachoeira de Goiás ( Pousada Veneza ) para hospedar os milhares de turistas que vem para prestigiar os eventos da Cidade.

### Festa Regional
Aurilândia é sede da Festa da Guariroba, festa muito conhecida em toda a região do estado.

### Redes de Telefonia Móvel
- Claro